# Marcel Janco
Marcel Janco (24 mai 1895 à Bucarest - 21 avril 1984 à Tel Aviv) est un peintre et architecte juif roumain. 
Né en 1895 en Roumanie, il est l'un des peintres du mouvement Dada dans lequel il s'illustre en réalisant toute une série de masques pour le théâtre dada.
En 1913, il rencontre Jean Arp à Zurich, avec qui en 1919, il forme le groupe des « Artistes radicaux », entre autres avec Alberto Giacometti.
Le 5 février 1916, à Zurich, il participe à la naissance du mouvement Dada avec les poètes Hugo Ball, Richard Huelsenbeck, Tristan Tzara, les peintres Jean Arp, Sophie Taeuber et une page de dictionnaire prise au hasard. Ils investissent une petite taverne de la Spiegelstrasse qu'ils transforment en café littéraire et artistique et couvrent les murs de tableaux créant une ambiance à la fois intime et oppressante. Ils l'appellent « Cabaret Voltaire ».
Hugo Ball : « Janco a fait un certain nombre de masques […] conçus pour être vus à distance, font un effet incroyable. […] Non seulement le masque réclamait aussitôt le costume, mais il imposait également des gestes précis, pathétiques, qui frôlaient la démence. Sans que nous eussions pu nous en douter […], nous fûmes en train de nous mouvoir comme dans un ballet bizarre, drapés et ornés d'objets invraisemblables, renchérissant l'un l'autre par nos idées. »
En 1922, il participe à la revue "Contimporanul" de Ion Vinea. En 1942, il se réfugie à Tel-Aviv (Israël). Il devient un artiste majeur du pays, et reçoit en 1950 le prix Dizengoff. Son élève et ami Harry Guttman l'y rejoint en 1974. Il fonde le village d'artistes Ein Hod sur les ruines du village de Ayn Haoud, à proximité du mont Carmel.
En 1947, Marcel Janco participe à la fondation du groupe Ofakim Hadachim (Nouvel horizon) avec Joseph Zaritsky, Moché Castel et d'autres. 
Il reste fidèle jusqu'à la fin de sa vie à son ami et confrère l'écrivain Tristan Tzara, dont il réalise de nombreuses illustrations en gravures sur bois pour ses manifestes.
Une année avant sa mort, en 1983, le musée Janco Dada (en) est créé par son groupe d'amis, dans le but de conserver les œuvres et les idées de l'unique dadaïste vivant en Israël, durant cette période.

## Œuvres
- « Cabaret Voltaire », 1916, huile sur toile
- « Soleil Jardin Clair », 1918
- « Masque », 1919

## Hommage
- Durant les années 2012 et 2013, une exposition est réalisée avec des documents issus de la collection de Adrian Buga : « The Contemporary - Illustrations for Books and Magazine, Romania 1912-1947 », sous la direction de Raya Zommer-Tal[4],[5].